# Mépris de classe
 (juin 2023).
Le mépris de classe désigne un ensemble d'attitudes discriminatoires, plus ou moins explicites, déployées par un individu ou un groupe d'individus à l'encontre de personnes associées à une classe sociale jugée comme étant inférieure,. Le mépris de classe est une manifestation du classisme, terme davantage utilisé hors du mode francophone.

## Définition et représentation
Cette forme de discrimination est liée à une certaine représentation qu'une personne se fait d'elle même au sujet de sa place dans le corps social en tant que supérieure en rang à une autre personne, mécaniquement perçue comme de rang inférieur. En ce sens, le mépris de classe est une violence symbolique, concept développé par Pierre Bourdieu dans son ouvrage La Distinction. Critique sociale du jugement.

## Méritocratie républicaine
En France, le concept de méritocratie républicaine s'applique aux personnes ayant accédé à des emplois mieux rémunérés que leurs parents ou des études plus longues, appelées transfuges de classe, "transclasses" ou autres dénominations très proches, pour indiquer que leur parcours a été aidé par une combinaisons de qualités personnelles et d'efforts de leurs parents et de leurs enseignants pour augmenter leurs chances de réussite scolaire ou professionnelle, ou d'une combinaison des deux réussites. Chez les sociologues, François Dubet y voit « une fiction utile », même si la réalité n'est pas assez répandue mais Gérald Bronner estime au contraire qu'il « humilie ceux qui ne réussissent pas » car ils « finissent par intégrer le fait qu'ils sont sans mérite ». Il critique aussi les écrivains se disant transclasse car selon lui ces derniers « voudraient être applaudis deux fois : une première fois pour leur réussite, une seconde fois parce qu'ils ont plus de mérite que les autres ».
L'expression de "méritocratie républicaine" est cependant dévoyée par les politiques, en se référant à leurs grands-parents plutôt que leurs parents, par exemple pour le premier ministre Édouard Philippe ou le ministre de l'éducation nationale Pap Ndiaye se présentant lors de sa nomination comme un « pur produit de la méritocratie républicaine » alors que ses parents sont enseignants et ingénieurs selon le journaliste Adrien Naselli spécialiste des transfuges de classe, qui a écrit un livre en interrogeant leurs parents, notamment le mère de l’écrivaine Annie Ernaux qui lui a dit « L’Esprit souffle où il veut ! ».
L'expression de "méritocratie républicaine" remplace parfois celle d'ascension sociale, en évitant les jugements de valeur découlant du mépris de classe, et qui transpiraient dans les notions plus anciennes de nouveau riche ou de parvenu, allant jusqu'à étendre le mépris de classe à une discrimination selon l'origine sociale.
La notion plus récente de plafond de verre concerne moins souvent l'origine sociale que le sexe ou la couleur de peau, pour désigner le manque de "diversité visible" dans la partie la plus élevée des classes supérieures.
Plus diverse dans son utilisation et plus large dans le champ qu'elle désigne, la notion de transfuge de classe ou de transclasse a parfois été caricaturée comme un sentiment de honte vis-à-vis de son origine sociale, qui représenterait une des causes possibles du syndrome de l'imposteur. Un débat a opposé à ce sujet le professeur Gerald Bronner, proche des cercles du pouvoir, aux écrivains Annie Ernaux, Didier Eribon et Édouard Louis, plus proches de la gauche et du mouvement social, le premier affirmant sa « dignité » de n'avoir jusqu'aux années 2020 jamais raconté d’où il venait et reprochant aux autobiographies des trois autres leur « misérabilisme » et « une forme d’obsession narrative à évoquer l’influence des parents ».

## Renaissance de l'ouvriérisme
L'identification du mépris de classe, dans certains discours de dirigeants d'entreprises ou de personnalités médiatiques, a eu pour conséquence une renaissance de l'ouvriérisme dans les années 2010 et 2020 en France, à laquelle s'était opposée la direction PCF au début du XXIe siècle, malgré les mauvais résultats électoraux à l'époque du secrétaire général Robert Hue.
A ses débuts dans les années 1920, le PCF avait suivi le tournant politico-organisationnel du Ve congrès de l'Internationale communiste (IC), en 1924, en soignant « l'élaboration d'une éthique militante ouvriériste », axée sur « une réorganisation autour des cellules, notamment d'usine, la promotion d'une idéologie constituée comme science, le marxisme-léninisme, et la promotion de cadres ouvriers ». Les employés restent cependant, selon la théorie marxiste, intégrés à la notion de classe ouvrière du fait de leurs intérêts et valeurs communes aux ouvriers.
Au cours d'une thèse en sociologie sur les usines Cockerill, en Belgique, soumises pendant plus de trente ans à des plans sociaux successifs, Cédric Lomba souligne que les cadres tendent à considérer de façon caricaturale et méprisante les ouvriers qu’ils ont pour mission de diriger, d’envoyer en préretraite ou de déplacer. Pour le politologue Bernard Pudal, « Ces cadres « aux grandes dents », comme le dit un ouvrier, ont tout intérêt à entretenir cette vision uniment négative des ouvriers comme groupe social, interdisant ainsi le trouble qui pourrait résulter d’une compréhension plus réaliste. Tout désir de comprendre minerait leur croyance en la légitimité de leur participation active aux restructurations industrielles. Le mépris et la méprise conditionnent ainsi l’aveuglement socialement nécessaire à leur mission ».

## Médias et livres
L'expression « mépris de classe » a été lancée dans le débat public français en 2017 par le journaliste, chroniqueur et écrivain britannique de gauche Owen Jones (écrivain), qui écrit régulièrement des articles pour le quotidien de gauche britannique The Guardian, à l'occasion d'une publication dans le journal français Le Monde diplomatique en 2017. Selon lui, il fut un temps où « les mineurs, les sidérurgistes ou les cheminots britanniques étaient fiers d’appartenir à la classe ouvrière, avant que l’affaiblissement des syndicats et la précarisation du travail » n'aient affaibli cette identité sociale, permettant aux médias de se permettre de la « tourner en ridicule ».
Elle a ensuite été popularisée par Xavier Mathieu, ex-syndicaliste de la CGT devenu acteur, le 5 décembre 2018 sur BFMTV, à l'occasion de l'émission spéciale "Sortir de la crise", consacrée au mouvement des gilets jaunes, en affirmant, au moment où la parole lui est retirée pour la passer au patron de presse Nicolas Beytout, que des huit intervenants sur le plateau, il est « le seul à avoir vécu ce que ces gens vivent », tandis que la journaliste se défend en assurant n'avoir « de mépris de classe pour personne », même si la rédaction de Paris Match Belgique estime alors que la journaliste s'est alors fait « recadrer » par Xavier Mathieu.
Ex-élu de la CGT de l'usine Continental de Clairoix, ce dernier avait pris la tête du combat contre la fermeture, annoncée le 11 mars 2009 dans le cadre d'une délocalisation, et avait été poursuivi pour faits de dégradation dans la sous-préfecture de Compiègne. Le réalisateur Cédric Klapisch l'avait ensuite repéré dans un débat de l'émission de télévision Mots croisés et fait tourner en 2010, dans un rôle de syndicaliste, dans son film Ma part du gâteau. La même année, il avait fait ses débuts au théâtre avec la Compagnie Jolie Môme et joué dans Inflammable, une pièce de Thierry Gatinet, au Théâtre de La Belle Étoile à Saint-Denis puis en 2012 joué aux côtés de Zazie dans le court métrage Avec mon p'tit bouquet de Stéphane Mercurio, dans le cadre de La collection donne de la voi(e)x sur Canal+, puis aux côtés de Jacques Gamblin, Alexandra Lamy et Fabien Hérault dans De toutes nos forces (initialement intitulé L'Épreuve d'une vie), film de Nils Tavernier sorti en 2014.